# Берестейське Полісся

Брестське Полісся

Брестське Полісся (біл. Брэсцкае Палессе) — фізико-географічний район Західного Полісся, розташоване на південному заході Білорусі.
Район межує з Пінським Поліссі на сході, Західним Бугом на заході, з Прибузькій рівниною на півночі і з Волинською височиною на півдні.
Разом з Пінським Поліссям становить Берестейсько-Пінське Полісся — основну частину Західного Полісся.
Висота над рівнем моря в районі — 140—160 м. Ґрунти в основному торф'яні, дерново-подолістие. У Брестському Поліссі менше драговин ніж у Прип'ятському Поліссі.
Зима — порівняно м'яка (-4,5 — -5,0 ° С). Літо тепле і вологе, температури в липні — +18,0 — +18,5 °C, тепліше і сухіше, ніж в Центральній і Північній Білорусі, але прохолодніше і вологіше Мозирського і Гомельського Полісся.